# Palagáz

A Föld 38 országának 48 nagy gáztartó geológiai medencéje. Az Energy Information Administration (EIA) képe.

A palagáz (angolul shale gas, németül Schiefergas) olyan földgáz, amely a talaj alatti nagy kiterjedésű pórusrendszerek helyett geológiai palaalakzatok apró üregeiben, illetve mikroszkopikus átmérőjű csatornáiban található.  Míg a klasszikus elnevezés szerinti földgáz a Föld kérgéből eredő, fűtőanyagként használható gáz, ami képződési helyéről elvándorol és egy alacsony permeabilitású (vagyis áteresztőképességű) geológiai réteg alatti csapdában gyűlik össze, a palagáz képződése után egy ilyen alacsony permeabilitású palaréteg belsejében, annak apró, mikroszkopikus repedéseiben (angolul microfissures) reked meg.

## A palagáz kitermelése
A pala nem vízáteresztő, ez a tulajdonsága  megnehezíti a nem hagyományos gázok kitermelését és csak a rétegrepesztésnek (fracking) nevezett eljárással nyerhető ki. George P. Mitchell texasi mérnök ötlete a rétegrepesztéses módszer, amit ma világszerte alkalmaznak a palagáz kitermelése során. A hagyományos földgáz a záróburok átfúrásával viszonylag könnyen kinyerhető, a palagáz azonban csak a mikropórusok számának és térfogatának megnövelésével és a zárt pórusok kinyitásával válik összegyűjtésre alkalmassá.  A megrepesztés technikája nagy mennyiségű vizet tartalmazó híg homokszuszpenziónak a gáztartó rétegbe való beszivattyúzásával történik. A technológia neve hidraulikus repesztés (angolul hydraulic fracturing, fracturing, vagy röviden fracking). A függőleges fúrást követően a palaréteg síkjában végzett fúrás a kitermelést nagy mértékben megnöveli. A víz számos kémiai adalékanyagot tartalmaz, amelyek egyike a felületi feszültségre befolyást gyakorló vegyület, ami a homokszemcsék szuszpenzióban tartásához fontos.
A módszer az utóbbi 20 év alatt magas technikai színvonalra emelkedett úgy, hogy ma már hatalmas mennyiségű palagáz kitermelésére van lehetőség. A  palagáz kiaknázási technológiájának gyors fejlődésével az USA reméli, hogy évtizedekig elkerülheti az energiabehozatalt: azt vélik, hogy ez az új energia 100 évre elég lesz számukra.
A problémák ellenére, amik lényegében a Föld kérgének a kutatásban, illetve a feltárásban használt kémiai anyagok általi szennyeződéséből eredő veszélyeket jelenti, az érdeklődés világszerte növekszik.

## A makói földgázvagyon

Kőolaj- vagy földgázkitermelés sémája hagyományos és nem hagyományos lelőhelyeken

Magyarország területén kb 6-7000 méterre a Föld felszíne alatt hatalmas nem-hagyományos  gázkincs rejlik. A makói földgázvagyont a világ egyik legnagyobb nem hagyományos földgáz lelőhelyeként emlegetik. A Falcon Oil & Gas Ltd. 2005. évi kezdettel három kutatófúrással kijelölte a lelőhely határait, és három másik fúrást is végzett a terület közepén, 2007. májusában pedig kitermelési koncessziót kapott a kormánytól mintegy 100 ezer hektárra. A társaság úgy becsülte, hogy a koncesszió területe körülbelül 1,2 billió köbméter földgázt tartalmaz, ami háromszor annyi, mint Nagy-Britannia bizonyított földgázkészlete. Sajnos azonban nem feltételezhetjük, hogy ez a gáz egyenértékű az Egyesült Államokban  és Kanadában feltárt gázmezők termékével. A Makó alatt fekvő gázmező terméke olyan mélyen fekvő és magas hőmérsékletű környezetben fekszik, amelyben az amerikai gáz kinyerésére alkalmazott berendezések, mérőeszközök és számítástechnikai rendszerek a gáz kiaknázására teljesen használhatatlanok lennének. Úgy látszik, hogy a világ más részén talált gázok se hasonlóak a magyar természeti forráshoz, mert eddig nem volt olyan vállalkozó, amely a magyar viszonyokra alkalmas berendezést fel tudott volna ajánlani.